# U-1230
Unterseeboot 1230 (U-1230) foi um submarino alemão tipo IXC/40 da Segunda Guerra Mundial. Com a sua construção iniciada a 15 de Março de 1943 nos estaleiros Deutsche Werft em Hamburgo, e a sua comissão a 26 de Janeiro de 1944 sob o comando do Kptlt. Hans Hilbig, apenas conduziu uma patrulha, operando de Horten, Noruega, e voltando a salvo a Kristiansand, Noruega no início de 1945.
No final da guerra foi capturado pelos Aliados e transferido para Loch Ryan na Escócia, para a Operação Deadlight, no qual resultou na sua destruição pela fragata da Marinha Real Britânica HMS Cubitt. Embora raro para um submarino, o U-1230 não parece ter sofrido quais queres baixas durante a guerra.
A sua única patrulha tem um interesse histórico não pelo seu papel na Batalha do Atlântico (sendo a sua única vítima um cargueiro canadiano de 5 458 toneladas), mas pelo seu papel no transporte de dois espiões alemães para os Estados Unidos. William Curtis Colepaugh e Eric Gimpel foram desembarcados no Golfo de Maine a 29 de novembro de 1944.